# Synecta
Synecta is een geslacht van vlinders van de familie spanners (Geometridae), uit de onderfamilie Ennominae.

## Soorten
- S. cuneifascia Warren, 1897
- S. duplicata Warren, 1900
- S. invenusta Dognin, 1903
- S. latilinea Warren, 1907
- S. muda Dognin, 1893
- S. ulothrix Prout, 1932